# Jan Bennink
Jan Bennink (Groningen, 19 september 1956) is voormalig voorzitter van de directie en CEO van Royal Numico Holdings N.V.

## Loopbaan
Jan Bennink studeerde voor leraar Engels en Aardrijkskunde aan de Ubbo Emmius lerarenopleiding en daarna Sociale Geografie aan de Rijksuniversiteit Groningen alwaar hij afstudeerde in 1982. Na zijn studie werkte Bennink in verscheidene functies binnen Procter & Gamble Company, en hij stapte over naar Mira Lanza S.p.A om daar als Marketing Directeur te werken. In 1993 aanvaardt Bennink de functie van President van Household Cleaning Division. Van 1995 werkt Bennink in verscheidene functies bij Danone, en neemt daar in 2002 afscheid als Senior Vice President Dairy en stapt over naar Numico om daar te gaan werken als directievoorzitter en CEO.
Numico is in 2007 verkocht aan Danone (zijn voormalige werkgever), waarbij Bennink na de overname van het voedingsmiddelenbedrijf door het Franse Danone in totaal 87,4 miljoen euro verdiende. De Vereniging van Effectenbezitters (VEB) reageerde fel op dit bericht. Het bedrag dat Bennink ontvangt bestaat uit opties, die goed zijn voor 51,4 miljoen euro. Daarnaast krijgt hij 23,4 miljoen euro uit zogeheten prestatie-aandelen. Aan de aandelen die hij indertijd zelf kocht, houdt Bennink volgens VEB 10,6 miljoen euro winst over. De rest van het geld komt uit een afkoopregeling, want Bennink heeft aangekondigd na de overname te vertrekken.
Bennink vervult verscheidene nevenfuncties bijvoorbeeld als lid van de directieraad bij Kraft Foods Inc. (Verenigde Staten), lid van de Raad van Advies van ABN AMRO, 'Non Executive Board Member' van Boots in het Verenigd Koninkrijk en ten slotte als 'Non Executive Board Member' van Dalli Werke/Grünenthal in Duitsland.
Tegenwoordig is Bennink president-commissaris bij levensmiddelenconcern Sara Lee, hij ontvangt hiervoor een basissalaris van 1 miljoen dollar en een aandelenpakket van 5,25 miljoen dollar.
Na de opsplitsing van Sara Lee in een vleesverwerkings- en koffie-tak halverwege 2012, gaat Jan Bennink leidinggeven aan Douwe Egberts. Hij blijft daar tot de overname door de Duitse investeringsmaatschappij Joh. A. Benckiser (JAB) een jaar later en ontvangt een overnamepremie van 5,7 miljoen euro.
Tevens is hij oprichter van The Bennink Foundation.